# ضفادع السيل الإفريقية
ضفادع السيل الإفريقية أو صخريات قافزة، من اليونانية القديمة Petro «صخرة» وpedetes «قفز» (الاسم العلمي: Petropedetidae)، فصيلة ضفادع تحتوي على ثلاثة أجناس و12 نوعًا. توجد في أفريقيا جنوب الصحراء الاستوائية.